# Институции Юстиниана

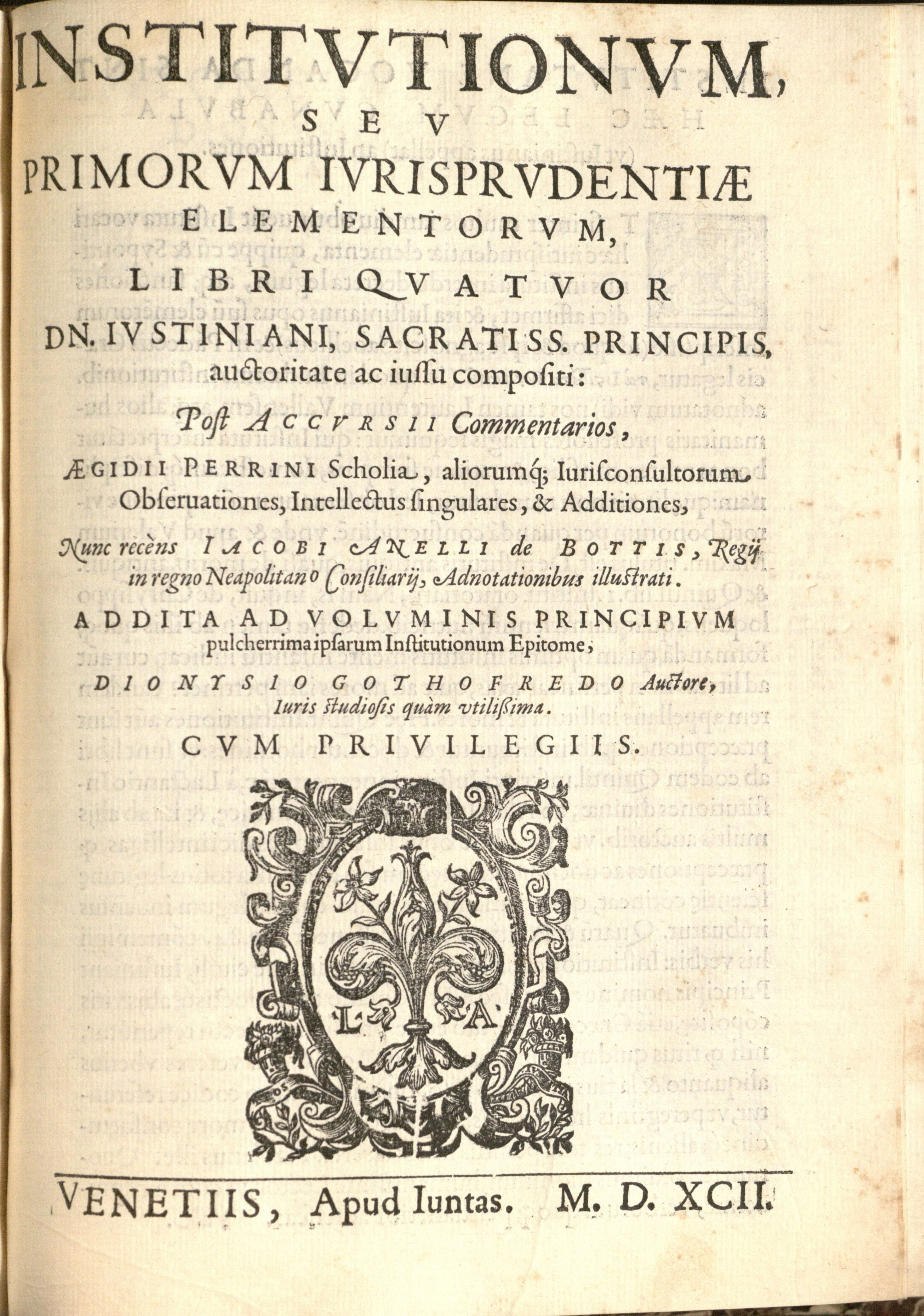
Издание 1592 года

Институ́ции Юстиниа́на — часть грандиозной кодификации римского права «Corpus iuris civilis», осуществленной в Византийской империи в VI веке по приказу императора Юстиниана I.
В основу текста были положены «Институции» Гая, написанные во II веке, однако авторы также использовали «Институции» Ульпиана, Марциана и Флорентина. Книга была составлена Трибонианом и профессорами Феофилом и Дорофеем и представлена императору 21 ноября 533 года. Предполагается, что Дорофей был автором I книги, Феофил — II, а Трибониан — III и IV.
Институции являлись учебником для студентов первого курса, изучавших римское право, но при этом (в отличие от учебника Гая) им была придана непосредственная юридическая сила. Деление на 4 книги и основная структура были заимствованы у Гая. Книги делятся на титулы, а в современных изданиях на параграфы. Вскоре после кодификации Феофил написал греческий парафраз «Институций», с помощью которого не владевшие латинским языком студенты могли усвоить основы римского права.

## Издания
- Латинский текст
- Институции Юстиниана. / Пер. Д. Расснера. (Серия «Памятники римского права»). М.: Зерцало. 1998. 400 стр.